# Monday, Monday
Monday, Monday is een liedje dat is geschreven door John Phillips van de Amerikaanse popgroep The Mamas and the Papas. Zijn groep nam het liedje als eerste op. De single met het nummer bereikte de eerste plaats in de Billboard Hot 100. Ook in andere landen werd de plaat een succes: 3 in het Verenigd Koninkrijk, 2 in Duitsland, 2 in Nederland en 2 in Vlaanderen bijvoorbeeld. Het was de best verkochte plaat van de groep.

## Het nummer
De wat raadselachtige tekst gaat over de maandag als naarste dag van de week, waarop de relatie van de ik-figuur op de proef wordt gesteld.
Het nummer werd opgenomen in de EastWest Studios in Hollywood. The Mamas and the Papas werden begeleid door sessiemuzikanten die ook regelmatig voor Phil Spector werkten, zoals Larry Knechtel, Joe Osborn, Hal Blaine en P.F. Sloan.
Vlak voor het einde lijkt het nummer afgelopen te zijn, maar gaat het na een korte pauze toch verder, een trucje dat in die tijd wel vaker werd toegepast (bijvoorbeeld door The Beatles in Strawberry Fields forever en Cream in White room).
De groep kreeg voor het nummer een Grammy Award voor de ‘Best Contemporary/R&R Group Performance’ (zie 9e Grammy Awards).

## Nederlandse hitnoteringen

### Nederlandse Top 40
| Hitnotering: week 21/1966 t/m 36/1966 | Hitnotering: week 21/1966 t/m 36/1966 | Hitnotering: week 21/1966 t/m 36/1966 | Hitnotering: week 21/1966 t/m 36/1966 | Hitnotering: week 21/1966 t/m 36/1966 | Hitnotering: week 21/1966 t/m 36/1966 | Hitnotering: week 21/1966 t/m 36/1966 | Hitnotering: week 21/1966 t/m 36/1966 | Hitnotering: week 21/1966 t/m 36/1966 | Hitnotering: week 21/1966 t/m 36/1966 | Hitnotering: week 21/1966 t/m 36/1966 | Hitnotering: week 21/1966 t/m 36/1966 | Hitnotering: week 21/1966 t/m 36/1966 | Hitnotering: week 21/1966 t/m 36/1966 | Hitnotering: week 21/1966 t/m 36/1966 | Hitnotering: week 21/1966 t/m 36/1966 | Hitnotering: week 21/1966 t/m 36/1966 | Hitnotering: week 21/1966 t/m 36/1966 |
| Week:                                 | 1                                     | 2                                     | 3                                     | 4                                     | 5                                     | 6                                     | 7                                     | 8                                     | 9                                     | 10                                    | 11                                    | 12                                    | 13                                    | 14                                    | 15                                    | 16                                    |                                       |
| ------------------------------------- | ------------------------------------- | ------------------------------------- | ------------------------------------- | ------------------------------------- | ------------------------------------- | ------------------------------------- | ------------------------------------- | ------------------------------------- | ------------------------------------- | ------------------------------------- | ------------------------------------- | ------------------------------------- | ------------------------------------- | ------------------------------------- | ------------------------------------- | ------------------------------------- | ------------------------------------- |
| Positie:                              | 23                                    | 10                                    | 4                                     | 3                                     | 2                                     | 2                                     | 3                                     | 3                                     | 3                                     | 4                                     | 4                                     | 5                                     | 10                                    | 17                                    | 24                                    | 35                                    | uit                                   |

### NPO Radio 2 Top 2000
| Nummer met noteringen in de NPO Radio 2 Top 2000 | '99 | '00 | '01 | '02 | '03 | '04 | '05 | '06 | '07 | '08 | '09 | '10 | '11 | '12  | '13  | '14  | '15  | '16  | '17  | '18  | '19  | '20  | '21  |
| ------------------------------------------------ | --- | --- | --- | --- | --- | --- | --- | --- | --- | --- | --- | --- | --- | ---- | ---- | ---- | ---- | ---- | ---- | ---- | ---- | ---- | ---- |
| Monday, Monday                                   | 673 | 824 | 927 | 857 | 910 | 728 | 830 | 628 | 803 | 727 | 680 | 937 | 838 | 1226 | 1291 | 1038 | 1404 | 1563 | 1669 | 1820 | 1765 | 1895 | 1932 |

1. ↑  Een vetgedrukt getal geeft de hoogste notering aan.
2. ↑  Deze tabel is bijgewerkt tot en met de meest recente editie (2024).

### Evergreen Top 1000
| Evergreen Top 1000 "Monday Monday - The Mama's & The Papa's" | Evergreen Top 1000 "Monday Monday - The Mama's & The Papa's" | Evergreen Top 1000 "Monday Monday - The Mama's & The Papa's" | Evergreen Top 1000 "Monday Monday - The Mama's & The Papa's" | Evergreen Top 1000 "Monday Monday - The Mama's & The Papa's" | Evergreen Top 1000 "Monday Monday - The Mama's & The Papa's" | Evergreen Top 1000 "Monday Monday - The Mama's & The Papa's" | Evergreen Top 1000 "Monday Monday - The Mama's & The Papa's" | Evergreen Top 1000 "Monday Monday - The Mama's & The Papa's" | Evergreen Top 1000 "Monday Monday - The Mama's & The Papa's" | Evergreen Top 1000 "Monday Monday - The Mama's & The Papa's" | Evergreen Top 1000 "Monday Monday - The Mama's & The Papa's" | Evergreen Top 1000 "Monday Monday - The Mama's & The Papa's" | Evergreen Top 1000 "Monday Monday - The Mama's & The Papa's" | Evergreen Top 1000 "Monday Monday - The Mama's & The Papa's" | Evergreen Top 1000 "Monday Monday - The Mama's & The Papa's" | Evergreen Top 1000 "Monday Monday - The Mama's & The Papa's" |
| Jaar                                                         | 2008                                                         | 2009                                                         | 2010                                                         | 2011                                                         | 2012                                                         | 2013                                                         | 2014                                                         | 2015                                                         | 2016                                                         | 2017                                                         | 2018                                                         | 2019                                                         | 2020                                                         | 2021                                                         | 2022                                                         | 2023                                                         |
| ------------------------------------------------------------ | ------------------------------------------------------------ | ------------------------------------------------------------ | ------------------------------------------------------------ | ------------------------------------------------------------ | ------------------------------------------------------------ | ------------------------------------------------------------ | ------------------------------------------------------------ | ------------------------------------------------------------ | ------------------------------------------------------------ | ------------------------------------------------------------ | ------------------------------------------------------------ | ------------------------------------------------------------ | ------------------------------------------------------------ | ------------------------------------------------------------ | ------------------------------------------------------------ | ------------------------------------------------------------ |
| Positie                                                      | 255                                                          | 532                                                          | 524                                                          | 524                                                          | 542                                                          | 254                                                          | 140                                                          | 202                                                          | 255                                                          | 325                                                          | 359                                                          | 402                                                          | 246                                                          | 216                                                          | 317                                                          | 343                                                          |

## Coverversies
- The 5th Dimension op de heruitgave op cd van het album The 5th Dimension – live!! uit 2007.[4]
- The Adventures op het album Lions and tigers and bears uit 1993.[5]
- Herb Alpert and the Tijuana Brass op hun (instrumentale) album The beat of the brass uit 1968.[6]
- The Beau Brummels op hun album Beau Brummels '66 uit 1966.[7]
- Circus op het album  Circus van 1969.
- Petula Clark op haar album I couldn't live without your love van 1966.[8]
- Neil Diamond op zijn album The feel of Neil Diamond uit 1966.
- Marianne Faithfull op het album Faithfull forever van 1966.[9]
- Jay and the Americans op hun album Livin’ above your head van 1966.[10]
- Sérgio Mendes op zijn (instrumentale) album The great arrival van 1966.[11]
- Mrs. Miller op haar album Will success spoil Mrs. Miller?! uit 1966.
- Stars on 45 op hun album More stars van 1981.
- Stealers Wheel op het album Right or wrong uit 1975.
- Matthew Sweet en Susanna Hoffs op hun album Under the covers, Vol. 1 uit 2006.[12]
- The Tomcats als achterkant van hun single Paint it black van 1966.[13]
- Dionne Warwick op het album Only love can break a heart  van 1977.[14]
- Wilson Phillips (Chynna Phillips, een van het drietal, is een dochter van John Phillips, de schrijver van het liedje) nam het nummer driemaal op: voor het album California in 2004,[15] als (a capella gezongen) single in hetzelfde jaar[16] en voor het album Dedicated uit 2012.[17]

## Gebruik in films en op tv
Het liedje is te horen in de film The other guys van Adam McKay uit 2010.
De naam van de Britse televisieserie Monday Monday (zonder komma), die is uitgezonden in 2009, is ontleend aan het liedje, hoewel het in de serie niet werd gebruikt.